# 국제노동민중협회
국제노동민중협회(영어: International Working People's Association)는 1881년 잉글랜드 런던에서 창립총회를 갖고 출범한 무정부주의 국제정당이다. 
시카고 헤이마켓 사건 때 사법살인당한 미국인 무정부주의자 앨버트 파슨스, 어거스트 스파이스 등이 여기 소속이었다.